# Речная доктрина Российской Федерации
Речная доктрина Российской Федерации — стратегический документ, разработанный в 2015 году Международным Движением развития и Институтом демографии, миграции и регионального развития. Доктрина предлагает комплексный подход к использованию речных систем России как инфраструктурного ресурса для социально-экономического и геополитического развития.

## История создания
Идея системного использования речных путей России имеет глубокие исторические корни. Ещё в Российской Империи (с XVIII века) разрабатывались проекты соединения рек каналами, такие как Мариинская и Тихвинская системы. В 1909–1917 гг. правительство активизировало планы создания единой водно-транспортной сети, однако их реализацию прервали Первая мировая война и революция. 
В СССР в 1930-х годах возобновилось гидротехническое строительство (Волго-Донской канал, Беломорско-Балтийский канал), но с 1950-х годов приоритет сместился на железнодорожный транспорт. Современная доктрина, представленная в 2015 году, возрождает идею рек как ключевого элемента национальной инфраструктуры.

## Основные положения

### Цели
- Создание единой сети глубоководных путей протяжённостью до 1 млн км.
- Комплексное регулирование речного стока для решения проблем наводнений, маловодья и загрязнения.
- Использование гидроэнергетического потенциала (до 1.5 трлн кВт·ч/год).
- Развитие международных водных проектов (с Китаем, Казахстаном, Беларусью).

### Принципы
- Преобразование рек в каскады водохранилищ с судоходными шлюзами и ГЭС.
- Унификация габаритов судопропускных сооружений («модульная система» 150×18 м).
- Приоритет экологического восстановления малых рек через создание прудов.

## Ключевые проекты

### Европейская часть России
- Реконструкция Оки: 8–10 гидроузлов, защита от паводков, соединение с Днепром.
- Верхняя Волга: продление судоходства до Верхневолжских озёр и Селигера.
- Волжско-Северодвинский путь: модернизация пути от Шексны до Архангельска.

### Урал и Сибирь
- Трансуральский водный путь: соединение Камы (Чусовая) с Иртышом через канал Чусовая–Исеть.
- Реконструкция Томи: вывод кузбасского угля на водные магистрали (6.6 млрд кВт·ч/год).

### Дальний Восток
- Енисейско-Ленская магистраль: связь Енисея и Лены через Нижнюю Тунгуску (проектная мощность ГЭС — 90 млрд кВт·ч/год).
- Бассейн Амура: каскады на Зее и Бурее для защиты от наводнений.

## Международное сотрудничество
- Иртышское соглашение: создание глубоководного пути от Китая до Северного морского пути.
- Амурское соглашение: совместное с КНР управление водными ресурсами.
- Союзное государство: интеграция водных систем России и Беларуси (Днепр–Западная Двина).

## Критика
Эксперты отмечают риски:
- Затопление исторических территорий и переселение населения.
- Высокая стоимость проектов (например, Трансуральский путь — $1.4–1.7 млрд).
- Сложности координации с международными партнёрами.